# George Bauer
George Bauer, auch Georg Bauer (* 15. März 1804 in Grebenstein im Landkreis Kassel; † im 19. Jahrhundert), war ein deutscher Politiker und Mitglied der kurhessischen Ständeversammlung.

## Leben
George Bauer war ein Sohn der Eheleute Walter Bauer und Karoline geborene Giesler. Er war als Justizbeamter in Hofgeismar tätig, als er 1839 ein Mandat für den kurhessischen Landtag erhielt. Er blieb bis 1841 als Abgeordneter des Wahlkreises Hofgeismar-Land in dem Parlament, das nach den Unruhen im Jahre 1830 zum Zweck der Beratung und Verabschiedung einer Verfassung gebildet wurde. 16 Städte konnten für jede Wahlperiode ihre Vertreter entsenden.